# Budai Arborétum
A Budai Arborétum Budapest XI. kerületében, a Gellért-hegy déli lábánál, a Villányi út, a Szüret utca és a Somlói út között elhelyezkedő, ingyenesen látogatható arborétum. Az ország egyik leggazdagabb arborétumának területét a Ménesi út két, korban és jellegben elváló részre osztja: az Alsó és a Felső Kertre. Az Alsó Kert a Villányi út és a Ménesi út között, a Budai Ciszterci Szent Imre Gimnázium mellett található, a Felső Kert a Ménesi út és a Somlói út között terül el. Az arborétumban helyezkedik el az egykori Kertészeti és Élelmiszeripari Egyetem, amely számos intézményi átszervezés után 2021 óta a Magyar Agrár- és Élettudományi Egyetem Budai Campus néven működik.

## Története
Az arborétum területén korábban szőlők voltak, amiknek a nagy részét az 1800-as évek végén a filoxéravész elpusztította. 1860. június 2-tól a Vincellér- és Kertészképző Gyakorlati Tanintézet kezdte meg működését a Felső Kertben, melynek igazgatója Entz Ferenc volt. Az intézmény 1881-ben állami tulajdonba került, neve Magyar Királyi Kertészeti Tanintézet lett, s az évek során területeit tovább növelte, első ízben mintegy 4 kataszteri holddal. Az arborétum kialakítása Räde Károly főkertész irányítása alatt történt két ütemben, 1893 őszén és 1894 tavaszán. Räde volt az üvegházak tervezője is, az építési munkák minden mozzanatát felügyelte. A háromhektáros, tájképi jellegűre alakított területen ezerféle fa és cserje, valamint 90 évelő növényfaj kapott otthont. A növényeket oktatási szempontból, rendszertani besorolásuk szerint csoportosítva telepítették. Az 1920-as évek végén újabb háromnegyed hektárral bővült az arborétum területe. Az új rész terveit a kor neves építésze és kerttervezője, Rerrich Béla készítette, a kivitelezést Magyar Gyula, a tanintézet dendrológus oktatója irányította. A kert növényvilága is gazdagodott: ekkoriban 1370 fa- és cserjefaj, változat, fajta volt található az arborétumban. Viszont a hely mikroklímája nem volt megfelelő, különösen a kényesebb fenyők és lomblevelű örökzöldek számára, így az 1950-es évekre a gyűjteményben már alig 800 taxon volt megtalálható.
A második világháborúban Budapest ostromakor harctérré vált a területe, amit a kert élővilága is megsínylett. 1949-ben kezdődtek el a háború utáni helyreállítási munkák az arborétumban Nádasi Mihály irányításával. Pótolták, illetve fokozatosan újakkal cserélték le az elpusztult vagy túl idős, sérült növényeket, közben új fajokkal is gazdagodott a kert. 1963-ban új öntözőberendezés épült, amely lehetővé tette igényesebb növények betelepítését is. Újjáépült és bővült a sziklakert, ezzel az évelő dísznövények száma is gyarapodott. A felső területrész 1969-ben átmenetileg körülbelül fél hektárral csökkent, a Központi Kollégium és sportlétesítmények megépítése miatt. Az építkezés befejeztével a felvonulási területet újra dendrológiai gyűjteménnyé alakították.
Az Alsó Kertet – ami eredetileg a tanintézet kertészeti telepe volt üvegházakkal és szabadföldi haszonnövények ültetvényeivel – csak a második világháborút követően, az 1950-es évektől Ormos Imre tervei alapján kezdték arborétummá alakítani. Az arborétum vezetését 1974-ben Schmidt Gábor vette át, 1975-ben helyi jelentőségű természetvédelmi területté nyilvánították (20/6/TT/75). Ezután a kert 1,5 hektárral, fásszárú növényanyaga 2011-ig mintegy 800 taxonnal, majd egy európai uniós pályázatnak köszönhetően további 300 taxonnal bővült. A Felső Kertben a 100 éves fennállás évfordulóján 100 nárcisz- és 100 tulipánfajtát magába foglaló hagymásgyűjtemény létesült. 1994-ben megépült a trópusi-szubtrópusi gyűjteménynek helyet adó alsó üvegház, 1997-ben kialakításra került a kerti tó. Az Alsó Kert létesítése – korrigálva az eddigi telepítési rendszer hátrányát – már a növények igényeinek figyelembevételével történt úgy, hogy a hasonló fajok, fajták a lehető legközelebb legyenek egymáshoz. Ezáltal tematikus gyűjtemények jöttek létre: így keletkezett például a mediterrán gyűjtemény, az árnyékkedvelő növények, a virágos díszfák, a lombszíneződéssel díszítő fajok, fajták gyűjteménye. Az arborétumban jelenleg közel 1960 féle díszfa, díszcserje, 240 fajta hagymagumós virág és 300 féle egyéb évelő dísznövény található.

## Szobrok az arborétumban
- Bálint György bronz mellszobra a Felső Kertben (Kocsis András Sándor alkotása, 2020)[4][5]
- Bereczki Máté mellszobra a Felső Kertben (Mayer Ede alkotása, 1898)[6]
- Entz Ferenc mellszobra (Lajos József alkotása, 1963)
- Győry István mellszobra a Felső Kertben
- Magyar Gyula mellszobra a Felső Kertben (Paál István alkotása)
- Mohácsy Mátyás mellszobra a Felső Kertben (Jovánovics György alkotása, 1976)
- Ormos Imre mellszobra
- Probocskai Endre mellszobra a Felső Kertben (Széri-Varga Géza alkotása)
- Térdeplő lány virágokkal (Kucs Béla alkotása, 1964)
- Ifj. Vas Károly mellszobra a Felső Kertben (Pató Róza alkotása)

## Képgaléria

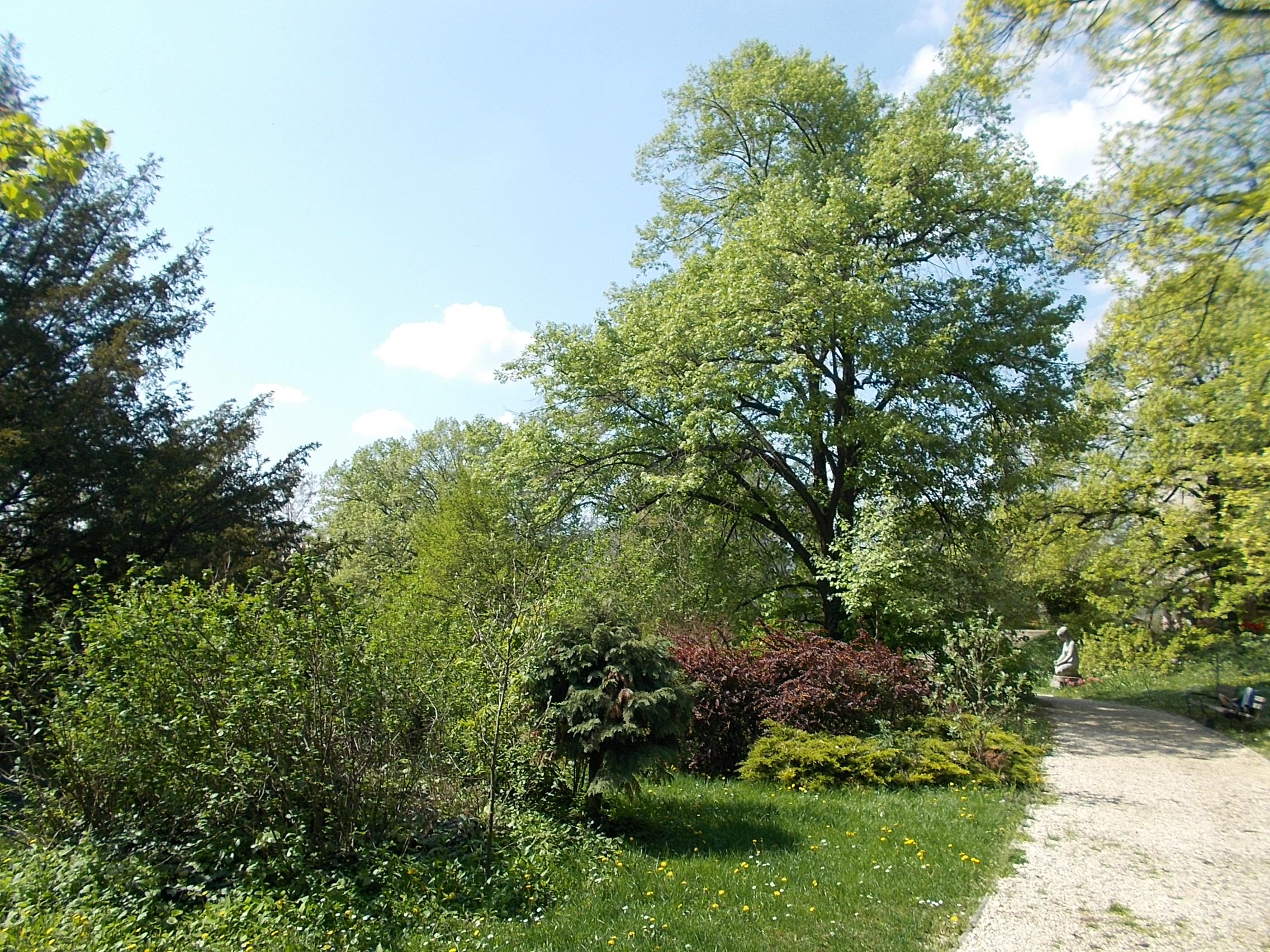
Az Ormos Kert és a Térdeplő lány virágokkal
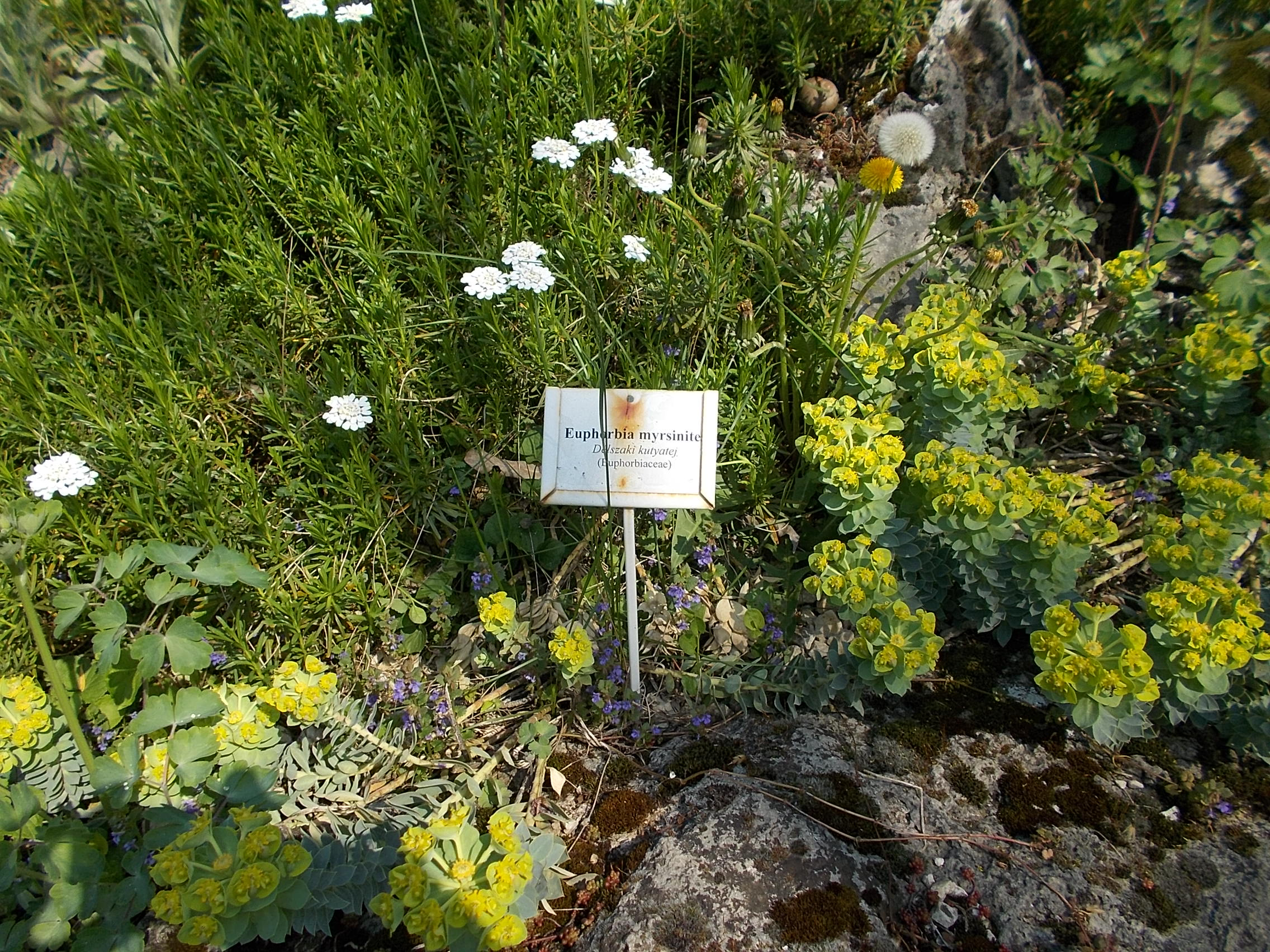
Felső Kert – délszaki kutyatej
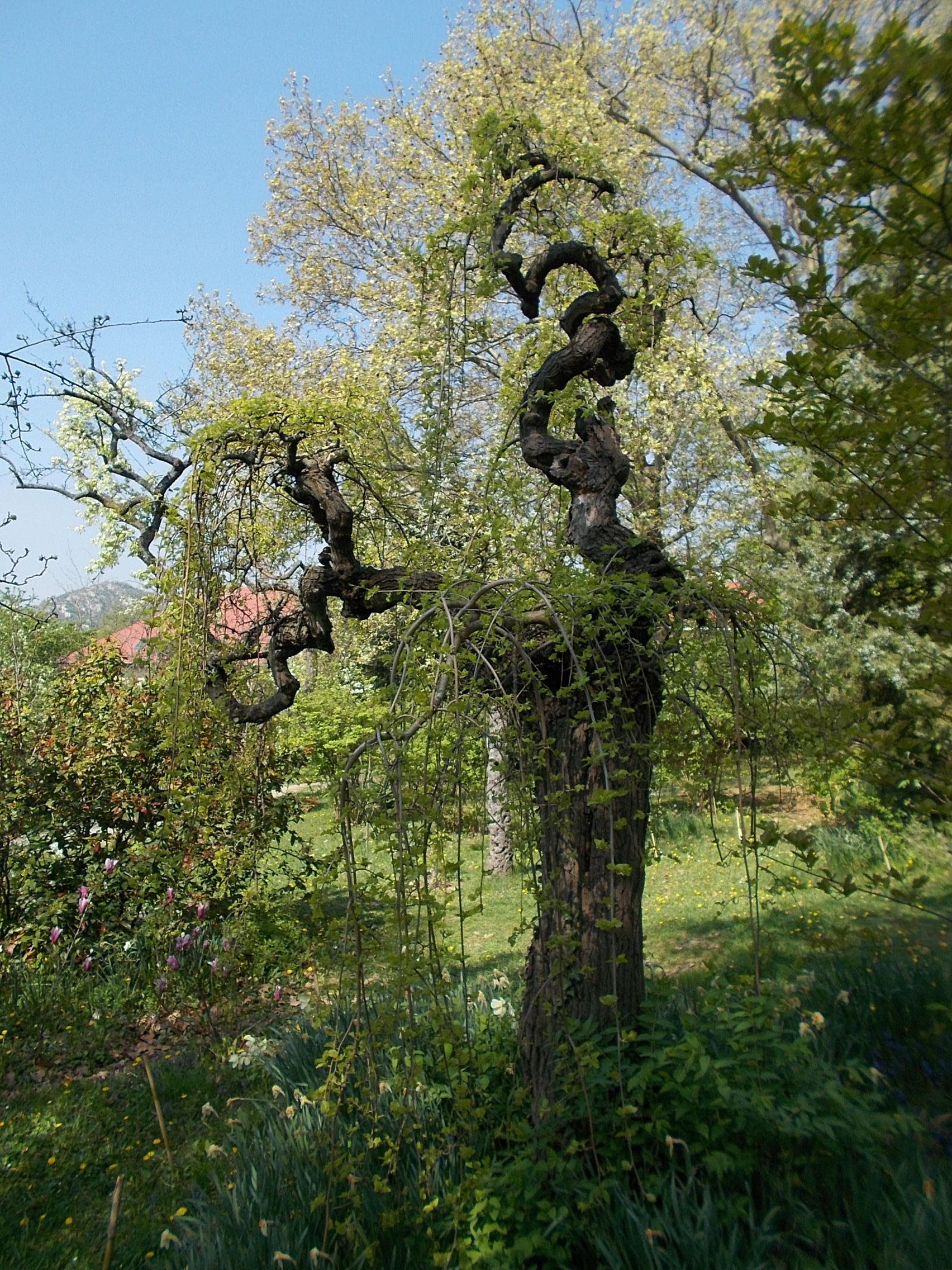
Felső Kert – eperfa
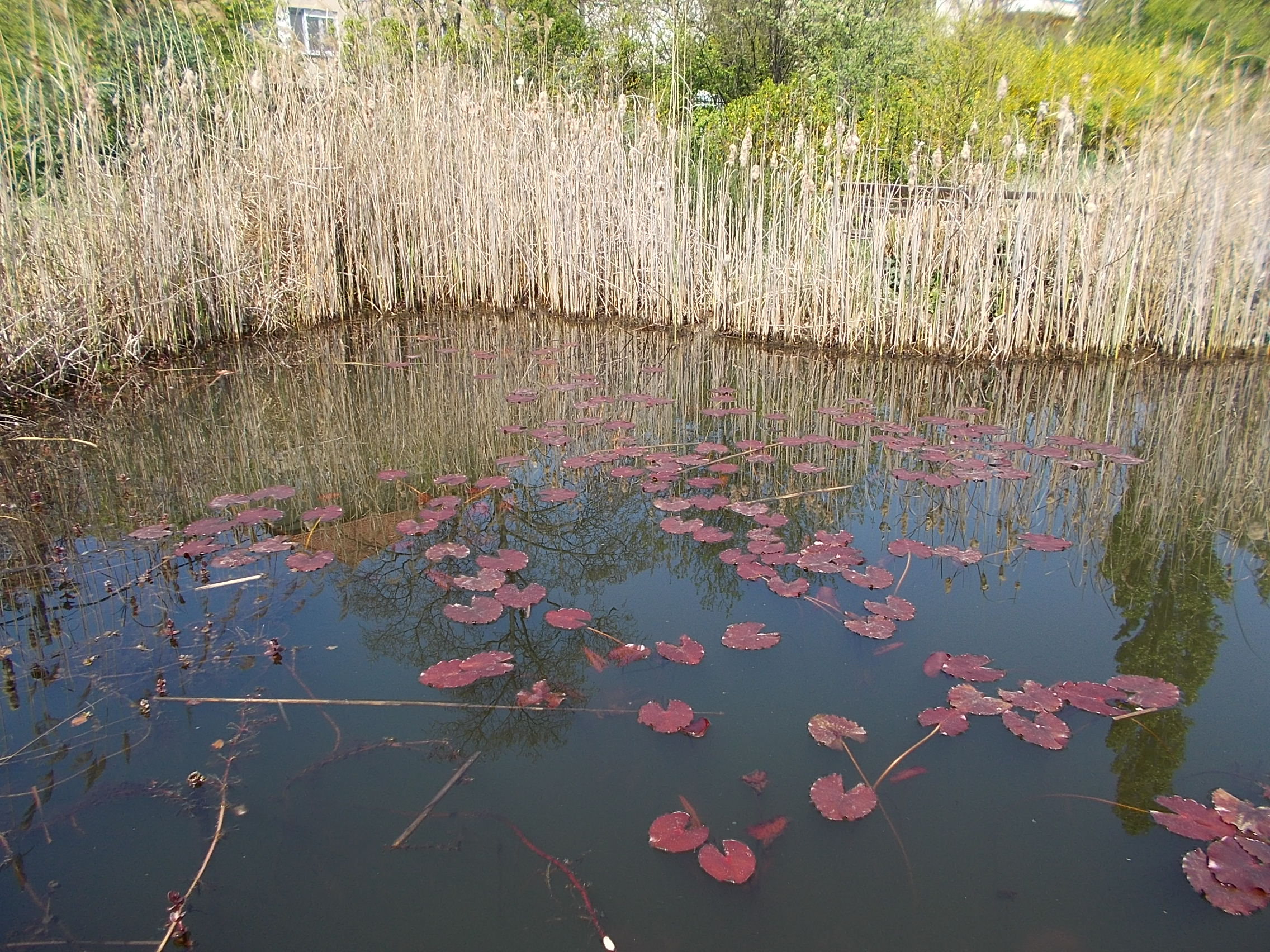
Tó az Alsó Kertben

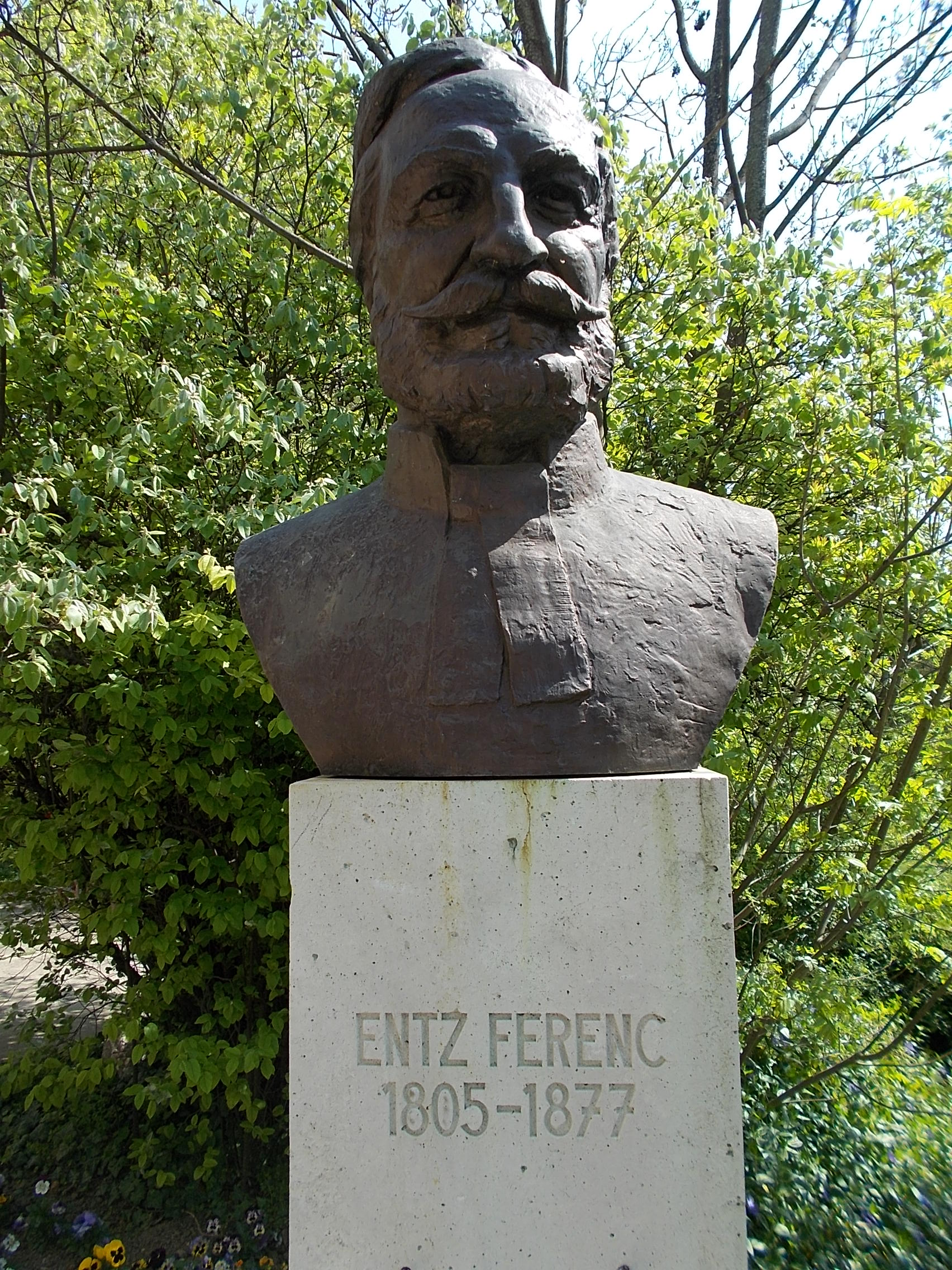
Entz Ferenc mellszobra (Lajos József alkotása, 1963)
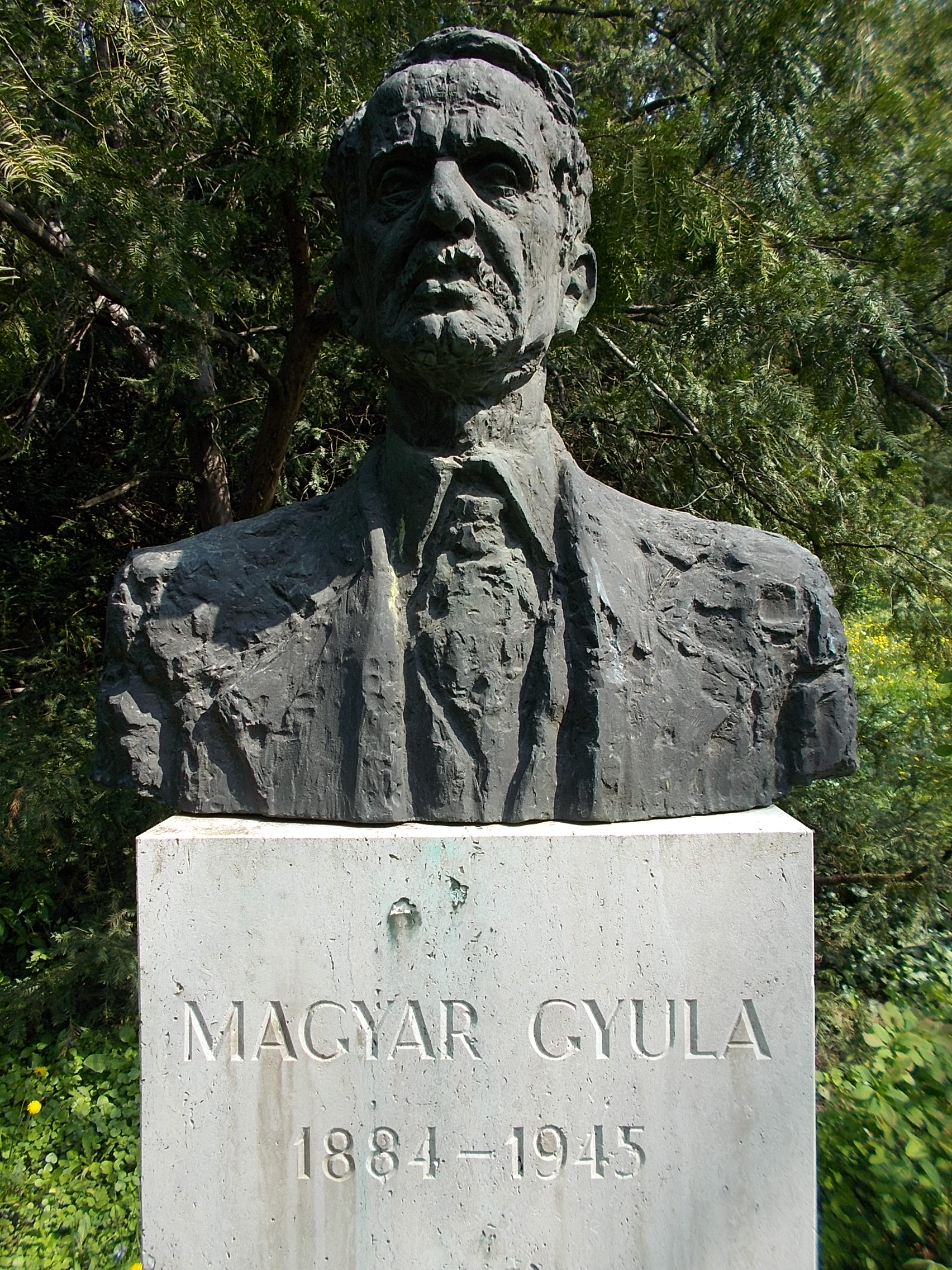
Magyar Gyula mellszobra a Felső Kertben (Paál István alkotása)
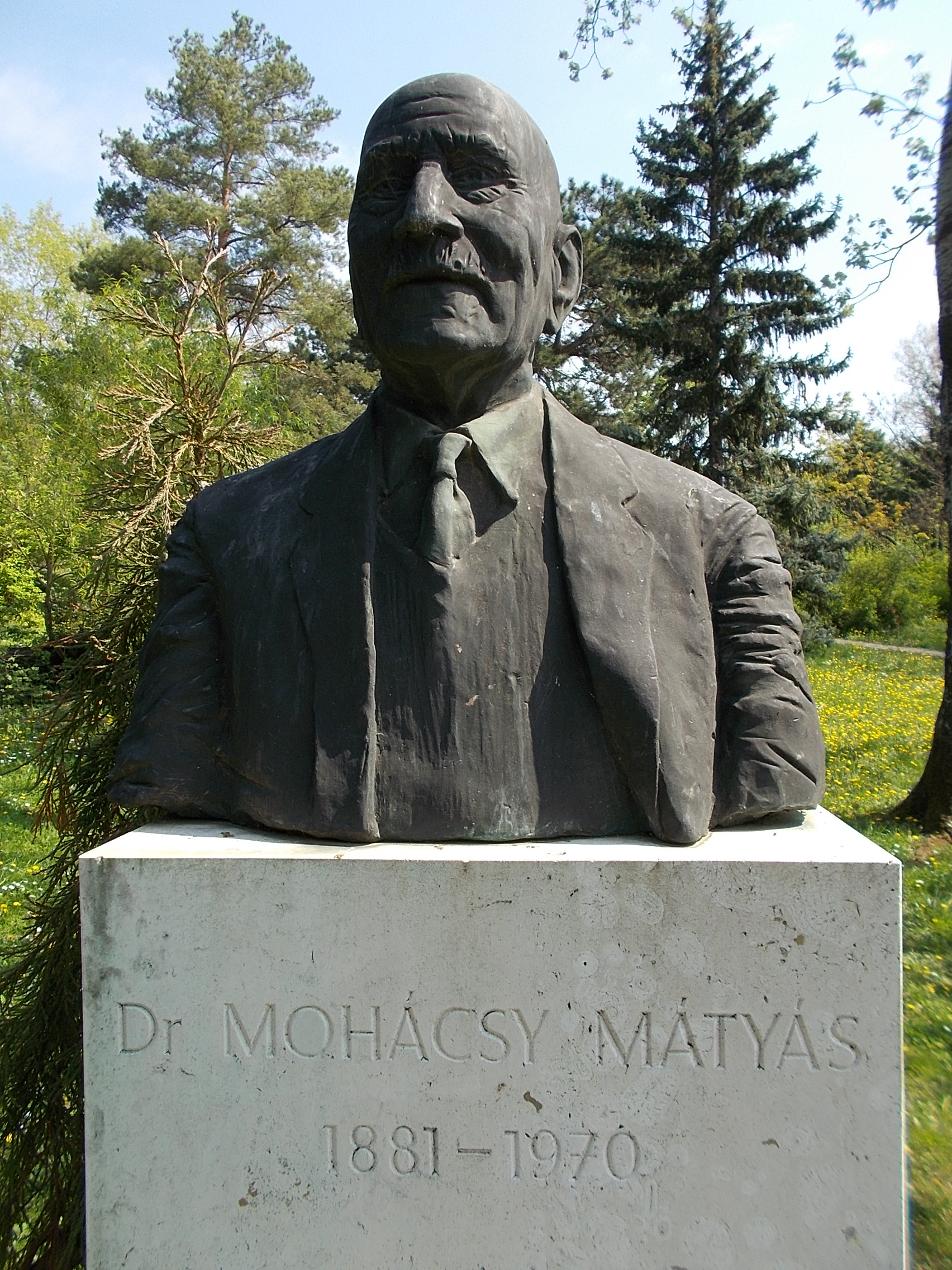
Mohácsy Mátyás mellszobra a Felső Kertben (Jovánovics György alkotása, 1976)
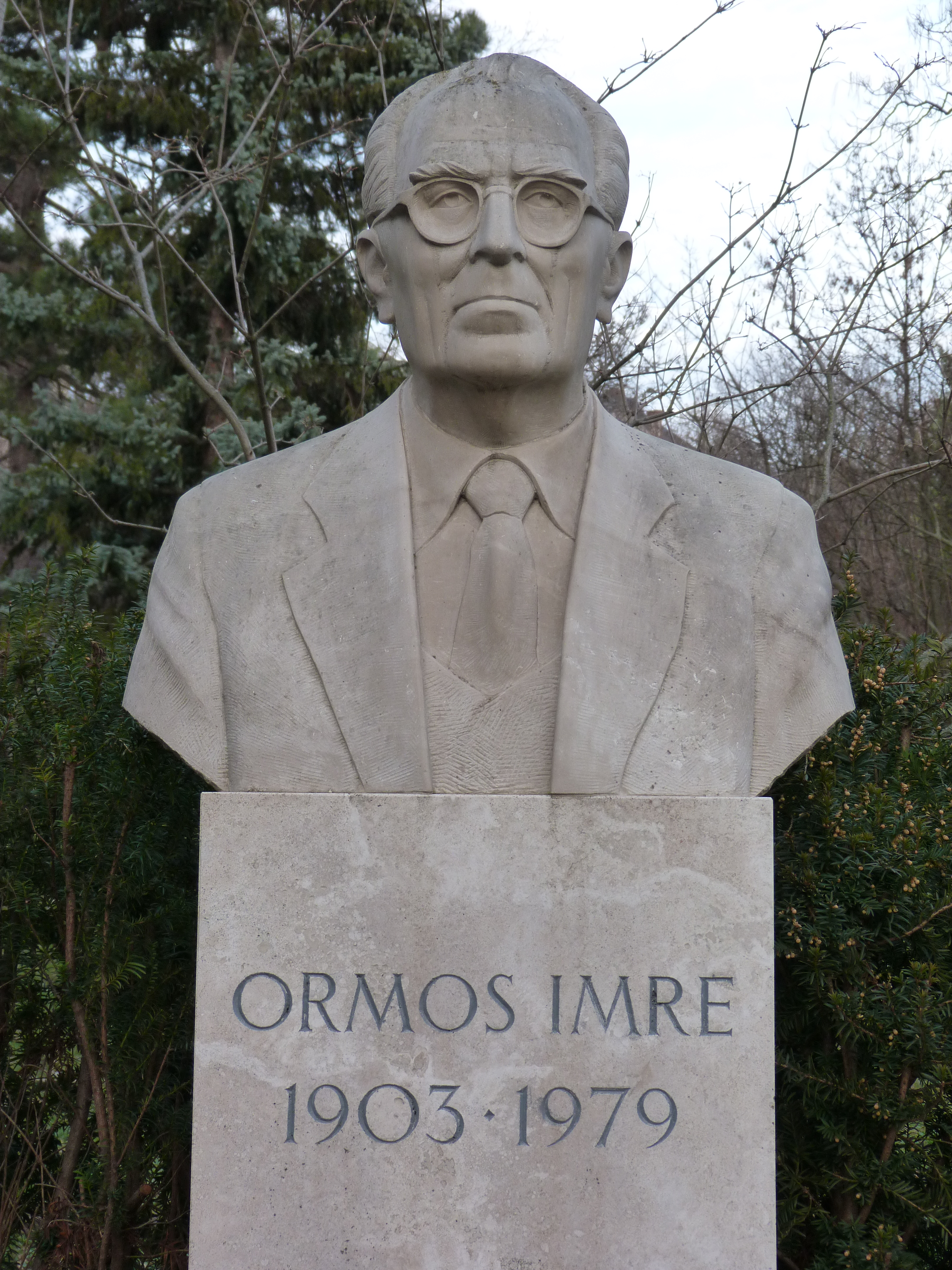
Ormos Imre mellszobra
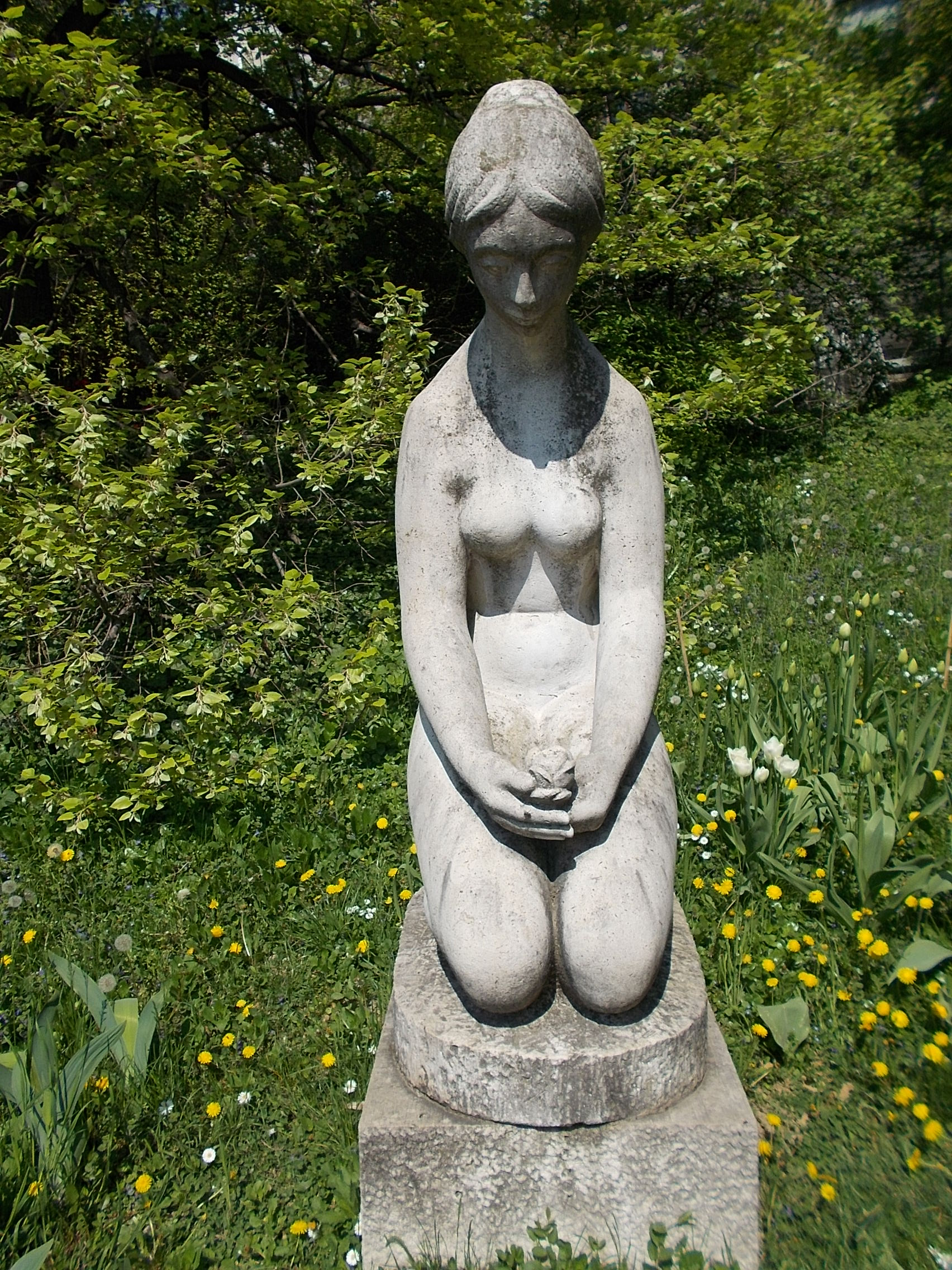
Térdeplő lány virágokkal (Kucs Béla alkotása, 1964)